# Communauté d’agglomération du Val de Bièvre
Die Communauté d’agglomération Val de Bièvre ist ein ehemaliger französischer Gemeindeverband mit der Rechtsform einer Communauté d’agglomération im Département Val-de-Marne in der Region Île-de-France. Sie wurde am 28. Dezember 1999 gegründet und umfasste sieben Gemeinden im Umland von Paris. Der Verwaltungssitz befand sich im Ort Villejuif. 
Mit Wirkung vom 1. Januar 2016 wurde der Gemeindeverband in die neu gegründete Métropole du Grand Paris integriert.

## Ehemalige Mitgliedsgemeinden
1. Arcueil
2. Cachan
3. Fresnes
4. Gentilly
5. L’Haÿ-les-Roses
6. Le Kremlin-Bicêtre
7. Villejuif